# Pururea Fecioară Maria

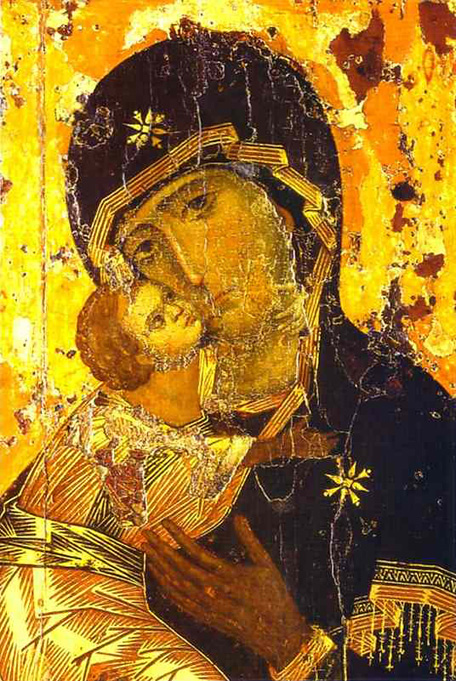
Icoană celebră considerată făcătoare de minuni din Vladimir, aflată acum la Moscova, a Pururei Fecioare Maria. Numele Aeiparthenos (Pururea Fecioară) este des folosit în liturghia ortodoxă.

Doctrina și credința în fecioria continuă a Mariei sau pururea feciorie a Mariei este o credință legată de  nașterea miraculoasă a lui Iisus, fiind considerată la rândul ei un miracol. Doctrina exprimă „fecioria reală și continuă a Fecioarei Maria chiar și în timpul nașterii lui Iisus, Fiul lui Dumnezeu făcut Om”.
Conform acestei credințe, Fecioara Maria a fost și a rămas întotdeauna fecioară (în greaca veche: ἀειπαρθένος aeiparthenos), pentru întreaga ei viață, Iisus fiind singurul ei fiu biologic, concepția și nașterea lui fiind considerate miraculoase. Dogma virginității eterne a Mariei este o dezvoltare teologică apărută conform lui Bromiley spre sfârșitul secolului II d.Hr., adică după ce scrierea cărților Bibliei se încheiase de câteva decenii, sau chiar mai târzie, conform lui Rampton.
Această doctrină este susținută de evangheliile apocrife și de tradiția bisericilor creștine - ce au fost una până în 1054 și două până la Reforma protestantă (1517), inclusiv în timpul reformei protestante, chiar numele Mariei primind acest atribut: Fecioara Maria sau Pururea Fecioară Maria după cum este denumită în biserica ortodoxă.
Până în secolul al IV-lea, doctrina a avut susținerea Părinților bisericii, iar până în secolul al VII-lea fusese deja confirmată de mai multe sinoade ecumenice.  Credința este inclusă în învățăturile bisericii catolice, anglo-catolice, ortodoxe, fiind exprimată în liturghiile lor, unde în mod repetat se folosește apelativul „pururea fecioară” în privința Mariei.
Anumiți  inițiatori ai reformei protestante, cum ar fi Luther, au susținut această doctrină. Totuși, mai târziu a fost abandonată  de anumite biserici protestante, fiind menținută în prezent de către teologii anglicani și luterani. Din lipsă de susținere de către Scriptură majoritatea protestanților au abandonat această dogmă. Conform surselor catolice, majoritatea bisericilor protestante de azi resping această dogmă.

## Doctrina și reprezentări ale ei

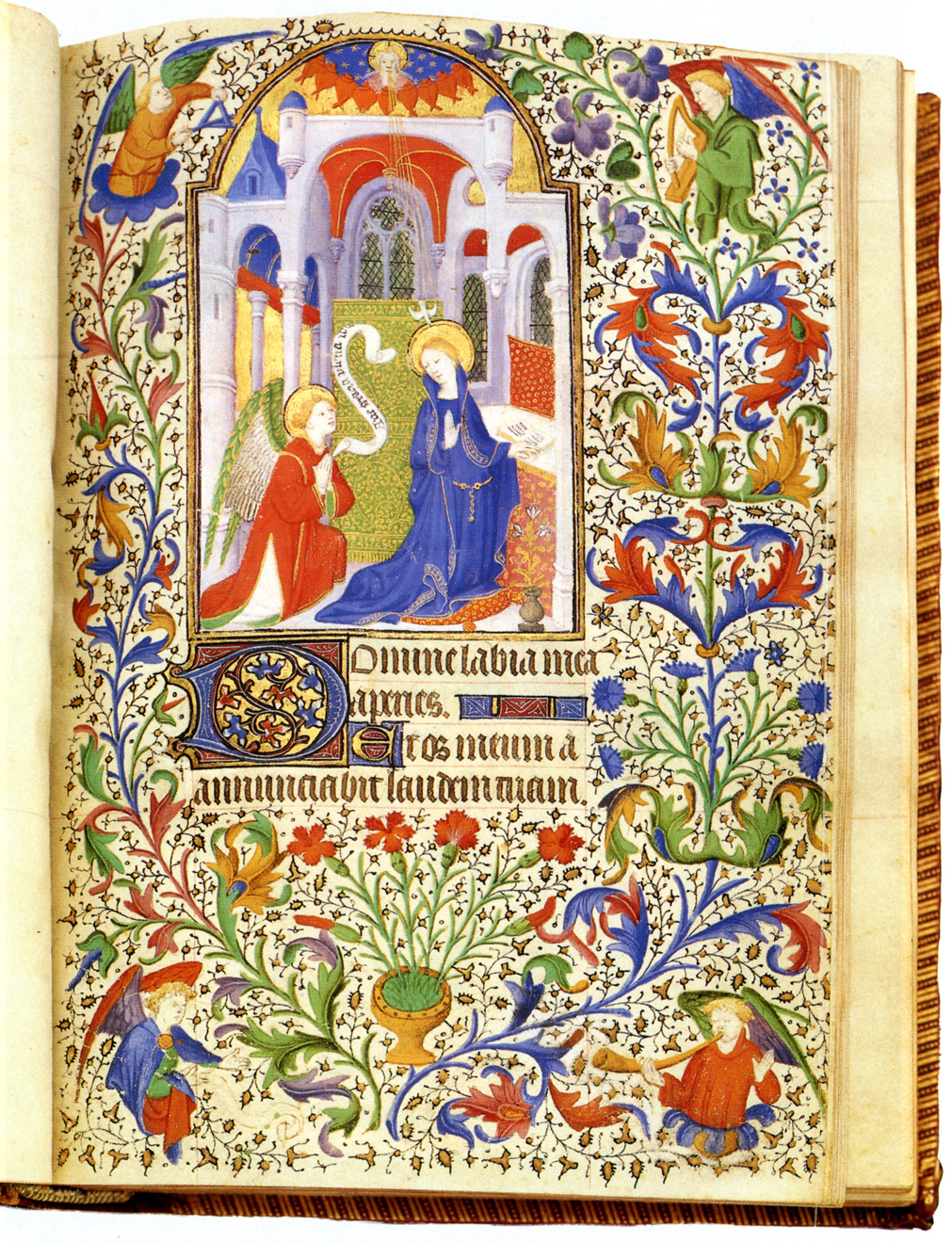
Buna Vestire, Hours of Boucicaut, c. 1405

Credința în fecioria eternă a Fecioarei Maria, care este considerată de fide(parte esențială a credinței catolice, spre exemplu), susține că Maria  a fost fecioară înainte, în timpul și după ce l-a născut pe Iisus, pe durata întregii vieți. Distingem trei aspecte ale acestei doctrine(înainte, în timpul și după naștere) ce sunt incluse în  credința  nașterii mirculoase a lui Iisus, (fără ca Maria să își piardă virginitatea).
Doctrina pururei feciorii nu trebuie confundată cu cea a Imaculatei Concepții a Mariei, care se referă la conceperea  miraculoasă a Fecioarei Maria fără să fie atinsă (macula în latină) de păcatul originar.
Termenul grecesc Aeiparthenos ("Pururea Fecioară") este atestat de  Epifanie al Salamisei încă de la începutul secolului al IV-lea și este des folosit în liturghia bisericilor ortodoxe. Catehismul bisericii catolice, (punctul 499), include termenul Aeiparthenos și în ceea ce privește dogma (Hristos este)Lumina lumii, (punctul 57), declară: "Nașterea lui Hristos nu a afectat fecioria desăvârșită a mamei sale, ci dimpotrivă, a sanctificat-o."  Doctrina eternei feciorii este de asemenea susținută de către o parte a bisericilor anglicane și luterane.  Rugăciunile din  liturghia ortodoxiei răsăritene se termină de obicei cu următoarea formulă: "Preasfânta, Preacurata, Preabinecuvântata, slăvita Stăpâna noastră, de Dumnezeu Născătoarea și Pururea Fecioară Maria."
Fecioria Mariei în timpul conceperii lui Iisus este un subiect fundamental în arta marianică a bisericii catolice, de obicei reprezentată prin Buna-Vestire a Mariei de către Arhanghelul Gabriel că va rămâne însărcinată prin puterea Duhului Sfânt și va naște pe Fiul lui Dumnezeu.  Frescele ce conțin această scenă au în bisericile catolice închinate Fecioarei Maria o vechime seculară. Cea mai veche astfel de frescă ce conține anunțarea Mariei de către Arhanghelul Gabriel datează din secolul IV și poate fi găsită în catacombele Priscilla din Roma.
Fecioria Mariei chiar și după nașterea lui Iisus este o prezență obișnuită în arta creștină în ambele biserici ortodoxe, răsăriteană și orientală, (ca și în arta occidentală religioasă de început), prin includerea în scena nașterii lui Iisus a Salomeei, despre care evanghelia lui Iacob (Protoevanghelia lui Iacob sau Evanghelia Copilăriei lui Iisus) spune că a verificat și descoperit personal păstrarea fecioriei Mariei chiar și după ce l-a născut pe Iisus. În multe icoane, fecioria eternă a Mariei este simbolizată prin trei stele ce apar la stânga ei, la dreapta ei și sub sau pe capul ei, ceea ce reprezintă fecioria ei înainte, în timpul și după ce a născut.

### Virginitatea dinaintea nașterii
Virginitatea ante-partum a Mariei este atestată în Evanghelia după Matei și în Evanghelia după Luca, dar consensul istoricilor moderni este că informația se bazează pe fundamente istorice extrem de fragile. Ambele evanghelii folosesc nașterea de către o virgină pentru a proclama teze teologice, Matei că nașterea lui Isus este împlinirea profeției și a promisiunii lui Dumnezeu dată de numele Emmanuel, „Dumnezeu este cu noi”, pentru Luca, aceea că istoria creațiunii lui începută în Cartea Genezei se îndreaptă către împlinirea ei, iar în ambele accentul cade pe acceptul Mariei de a naște în mod miraculos mai degrabă decât pe virginitatea ei. Ambele sunt datate în mod probabil în perioada 80-100 d.Hr., ambele sunt anonime (atribuirile către Matei și Luca au fost adăugate în secolul al II-lea d.Hr.), fiind aproape cert că niciuna dintre ele nu se bazează pe mărturiile martorilor oculari. (Raymond E. Brown a sugerat în 1973 că Iosif era sursa poveștii lui Matei, iar Maria celei a lui Luca, dar istoricii moderni consideră asta extrem de improbabil). Dogma fecioriei ei nu este menționată în alte dintre scrierile Noului Testament, iar ea este rezultatul narațiunilor create de cei doi autori de evanghelii bazându-se pe idei care circulau în cercurile creștine în jur de 65 d.Hr.

## Dezvoltarea doctrinei

### Biserica timpurie

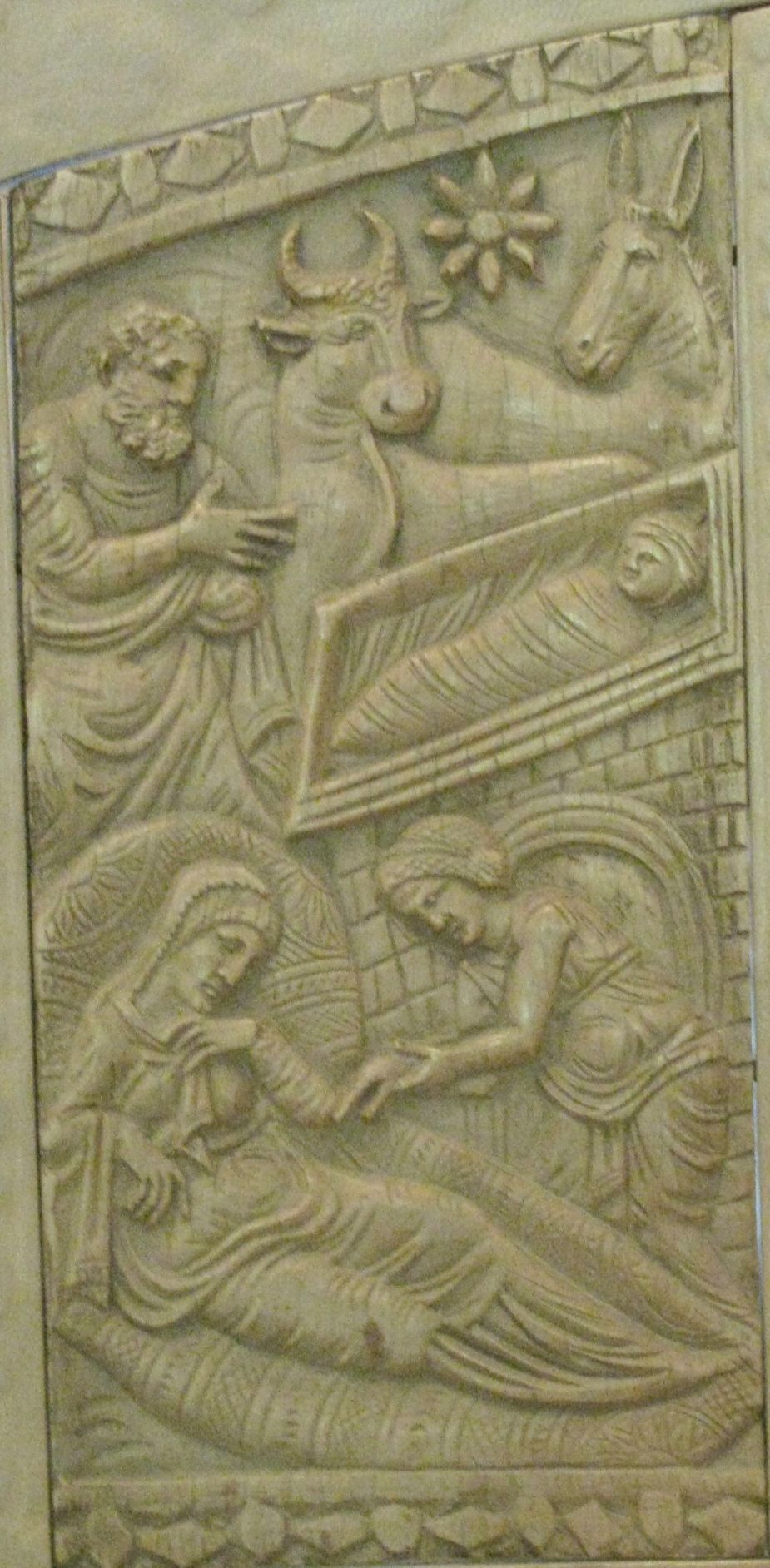
Reprezentare artistică a eternei feciorii a Mariei, chiar și după ce a dat naștere lui Iisus, așa după cum este descrisă în protoevanghelia lui Iacob

Începând din secolul al doilea această temă a conceperii lui Iisus și a fecioriei Mariei începe să se dezvolte în biserica timpurie. Majoritatea scriitorilor creştinismului timpuriu au acceptat conceperea virginală a lui Iisus bazându-se pe mărturiile evangheliilor lui Luca și Matei, deși subiectul central al acestor discuții timpurii era virginitatea Mariei înainte de a naște, nu în timpul nașterii sau după.
Interpretarea pasajului din Matei 1:25 care spune că "fără să fi cunoscut-o pe ea Iosif, Maria a născut pe Fiul său Cel Unul-Născut, Căruia I-a pus numele Iisus" și diferitele mențiuni ale Noului Testament despre frați(și surori) ale lui Iisus, sunt discutate mai jos în raport cu textul Scripturii. Anumiți scriitori timpurii, Tertulian, Helvidius și Eunomius din Cyzic, au interpretat versetul din Matei ca o evidență a faptului că Maria a avut relații maritale cu Iosif după nașterea lui Iisus și că Jacob, Iosif, Iuda și Simon erau copiii biologici ai Mariei și ai lui Iosif și astfel frați buni ai lui Iisus, punct de vedere pentru care există puține referințe înainte de Helvidius și Eunomius.
Un alt text referitor la fecioria Mariei ce primește atenție specială în acest al doilea secol era cunoscut inițial sub numele Naşterea Mariei și a devenit mai târziu cunoscut ca protoevanghelia lui Iacob.  Documentul vorbește despre virginitatea Mariei înainte de a naște, despre modul miraculos în care naște și despre fecioria ei fizică chiar și după naștere. Textul deasemea arată că "frații" și "surorile" lui Iisus erau copiii lui Iosif dintr-o căsătorie anterioară. Totuși, deși atestă fecioria Mariei după naștere, nu oferă informații despre viața ulterioară a Mariei.
"Frații" și "surorile" lui Iisus menționate în evanghelii precum și "Iacob, fratele Domnului" menționat în Galateni 1:19, sau "fratele lui Iisus cel numit Hristosul, al cărui nume era Jacob" menționat de Josephus au fost astfel interpretate de anumite texte ca nefiind copiii Mariei.
Nu există un consens deplin asupra doctrinei fecioriei eterne a Mariei în cadrul bisericii timpurii la sfârșitul secolului al doilea, spre exemplu Tertulian(c.160 – c.225) nu predica acceastă doctrină(deși predica conceperea miraculoasă, virginală, a lui Iisus), dar Irineu (c.130 – c.202) susținea pururea feciorie pe langă alte teme marianice. Doctrina obține un suport considerabil în secolul următor.
Origen (185-254) a insistat asupra problemei fraților lui Iisus, susținând că frații lui Iisus erau copiii lui Iosif dintr-o căsătorie anterioară.
Helividius îl invocă pe Tertulian pentru a combate credința în fecioria continuă a Mariei, dar Ieronim îi răspunde acestuia printr-un discurs celebru, care dealtfel este și singura sursă ce a consemnat intervenția lui Helvidius, susținând că Tertulian “nu aparținea bisericii”.
Începând cu secolul 4 doctrina pururei feciorii era foarte bine atestată. Spre exemplu putem găsi referințe în secolul al III-lea în scrierile lui Hipolit al Romei, care o numea pe Maria “templu sfânt, neatins de profanare și păcat” iar în secolul al IV-lea lucrările lui Atanasie din Alexandria, Epifanie, Ilarie, Didim, Ambrozie, Ieronim, și Siriciu continuă să ateste fecioria eternă – tendință ce a luat amploare în următorul secol.